# Kalinga (site préhistorique)
Pour les articles homonymes, voir Kalinga.
Kalinga est un site préhistorique dans l'île de Luçon aux Philippines daté de 709 000 ans où ont été découvertes les plus anciennes preuves de présence humaine dans l'archipel philippin.
Jusqu'en 2018, la plus ancienne trace de peuplement humain des Philippines était un os du pied daté de 67 000 ans, attribué à une espèce éteinte, Homo luzonensis, découvert dans la grotte de Callao,.  

## Description

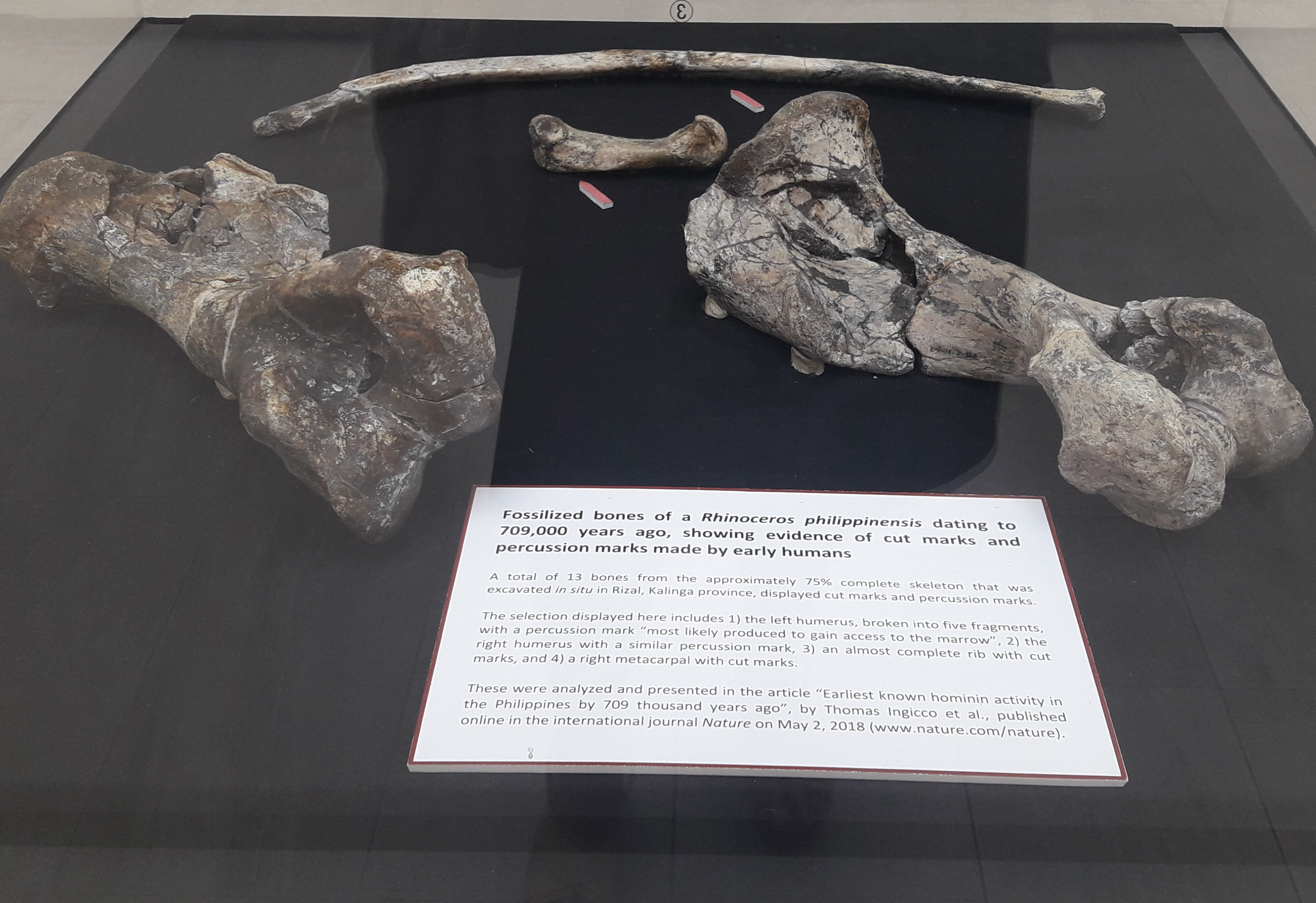
Traces visibles sur les os de Rhinoceros philippinensis de découpe visant à extraire la moelle (cliquer pour agrandir).

Le site a livré depuis 2014 le squelette presque complet d'un rhinocéros associé à 57 outils de pierre taillée. Les traces de découpe et de percussion sur les os de l'animal (Rhinoceros philippinensis, une espèce éteinte aux Philippines depuis 100 000 ans) indiquent une activité de boucherie visant à l'extraction de la moelle. Ces types d'outils bifaciaux relèvent d'une technologie que maîtrisent seulement des représentants du genre Homo.
Les fouilles ont permis de récupérer également 400 ossements de différents animaux, parmi lesquels le varan, le lézard, le cerf des Philippines, les tortues boîtes et les stégodons.

## Datation
Les restes du rhinocéros trouvés sur le site et les sédiments sont datés de 709 000 ans par diverses méthodes physico-chimiques  : la résonance de spin électronique, l'Uranium-Argon, le paléomagnétisme. 

## Hypothèses sur le mode de peuplement
Les Philippines formant tout au long du Quaternaire un chapelet d'îles isolées du continent par des espaces marins profonds et larges, la question se pose de savoir comment des hominines sont parvenus jusqu'à Luçon. Même pendant les périodes glaciaires, lorsque le niveau de mer était inférieur de 120 mètres au niveau actuel, ces bras de mer étaient larges de 50 km et infranchissables à la nage, quel que soit le territoire de départ (Taïwan au nord, ou Bornéo au sud). 
Les scientifiques supposent qu'à la suite d'un tsunami, des morceaux de terre ont été arrachés et ont dérivé emportant avec eux les habitants, ou même que les habitants ont été directement transportés par le tsunami ; ce phénomène est rare, mais attesté,. Selon une autre hypothèse (celle du radeau), des hominines auraient réussi à maîtriser la navigation, bien avant Homo sapiens. 
Thomas Ingicco, qui a dirigé les fouilles à Kalinga, souligne le caractère surprenant de cette occupation humaine très précoce d'une île a priori inaccessible, d'autant plus qu'un phénomène comparable s'est produit dans l'île indonésienne de Florès, où ont été découverts en 1994 des outils de pierre taillée associés à des ossements d'animaux datés d'environ 880 000 ans, sur le site de Mata Menge, et en 2014, sur le même site, un fragment de mandibule humaine, daté d'environ 700 000 ans (voir Homme de Florès).
« Les hominidés les plus proches dans cette partie du monde à cette époque sont Homo erectus et peut-être Homo floresiensis, ou son ancêtre ».